# سیارک ۲۵۸۴

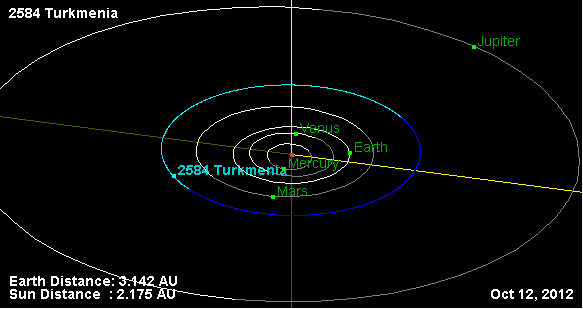
سیارک ۲۵۸۴

سیارک ۲۵۸۴ (به انگلیسی: 2584 Turkmenia، نامگذاری:1979FG2) دو هزار و پانصد و هشتاد و چهارمین سیارک کشف شده‌است که در ۲۳ مارس ۱۹۷۹ کشف شد.
قدر مطلق سیارک برابر ۱۳٫۳۰ است.